# Hundehügel
Hundehügel (Originaltitel: Wzgórze psów) ist eine polnische Miniserie, die am 8. Januar 2025 weltweit auf dem Streamingdienst Netflix veröffentlicht wurde. Die Serie basiert auf dem gleichnamigen Roman von Jakub Żulczyk und wurde von Piotr Domalewski inszeniert.

## Inhalt
Der Schriftsteller Mikołaj Głowacki kehrt gemeinsam mit seiner Frau Justyna in seine Heimatstadt Zybork zurück, um den Geburtstag seines Vaters Tomasz zu feiern. Berühmt wurde Mikołaj durch ein Buch über einen Mord, der vor 20 Jahren die Stadt erschütterte. Doch nun sieht er sich mit unerklärlichen Ereignissen und neuen Todesfällen konfrontiert.
Während Mikołaj einem anonymen Erpresser nachgeht, der droht, die wahren Hintergründe des alten Falls aufdecken, werden dunkle Geheimnisse der Kleinstadt offenbar. Parallel deckt Justyna als investigativer Journalistin weitreichende Korruption und menschliche Abgründe auf.

## Produktion
Die Serie wurde von der polnischen Produktionsfirma Watchout Studio in Zusammenarbeit mit Netflix produziert. Regisseur und Drehbuchautor ist Piotr Domalewski. Die literarische Vorlage stammt von Jakub Żulczyk, der sich auch an der Adaption beteiligte.
Hundehügel wurde am 8. Januar 2025 weltweit auf Netflix veröffentlicht.

## Besetzung und Synchronisation
Die deutschsprachige Synchronisation entstand nach den Dialogbuch von Laura Johae sowie unter der Dialogregie von Zoë Beck durch die Synchronfirma VSI Synchron GmbH.
| Rolle             | Schauspieler          | Synchronsprecher   |
| ----------------- | --------------------- | ------------------ |
| Mikolaj Glowacki  | Mateusz Kościukiewicz | Fabian Oscar Wien  |
| Justyna Glowacki  | Jasmina Polak         | Runa Aléon         |
| Tomasz Glowacki   | Robert Wieckiewicz    | Hans Bayer         |
| Daria             | Kamila Urzędowska     | Özge Kayalar       |
| Sebastian „Gizmo“ | Jan Dravnel           | Sebastian Kluckert |